# Parkway Drive
I Parkway Drive sono un gruppo musicale australiano formatosi a Byron Bay, nel Nuovo Galles del Sud, nel 2003.
Tra i maggiori esponenti del genere metalcore, sono considerati tra i gruppi australiani hardcore di maggior successo commerciale.
Hanno pubblicato sette album in studio: Killing with a Smile, Horizons, Deep Blue, Atlas, Ire, Reverence e Darker Still. A questi si aggiungono due EP, un album dal vivo e due DVD.

## Storia del gruppo

### Primi EP (2002-2004)
I Parkway Drive si sono formati nell'estate del 2002. Il nome della band ha origine dal nome della strada della sala prove di Byron Bay in cui erano soliti suonare, appunto la "Parkway Dr." . Nel 2003 pubblicano uno split album con il gruppo metalcore I Killed the Prom Queen, intitolato Split CD, mentre nel 2004 esce il loro primo EP, intitolato Don't Close Your Eyes. Nel maggio del 2005 si recano negli Stati Uniti d'America per registrare il loro album di debutto con il produttore Adam Dutkiewicz, chitarrista dei Killswitch Engage già collaboratore di Unearth e Underoath.
Sin dalla pubblicazione di Don't Close Your Eyes, i Parkway Drive hanno accumulato rapidamente fan in tutta l'Australia, grazie anche alla collaborazione di band internazionali come Hatebreed, In Flames, Chimaira, Shadows Fall, As I Lay Dying, Bleeding Through, Alexisonfire, e alle performance ai festival Metal for the Brain e Australia's Hardcore nel 2005.

### Il debutto e la notorietà (2005-2009)
L'album di debutto, Killing with a Smile, viene pubblicato nel settembre del 2005 dalla Resist Records in Australia, vendendo oltre 30 000 copie. Il gruppo lancia poi un lungo tour di supporto all'album, suonando in dozzine di show da headliner, come ad esempio al Big Day Out nel gennaio del 2006.
A fine maggio 2006 il bassista Shaun Cash lascia la band per questioni personali; il gruppo trova in Jia "Pie" O'Connor, amico di lunga data nonché addetto alla vendita del loro merchandise, un valido rimpiazzo, e diviene un membro permanente del gruppo. Nel giugno dello stesso anno la band entra a far parte del roster di artisti della Epitaph Records, che ripubblica anche negli Stati Uniti d'America l'EP Don't Close Your Eyes e Killing with a Smile.
A ottobre partecipano al Taste of Chaos organizzato da Rockstar, suonando con gruppi come Anti-Flag, Underoath, Thursday, Senses Fail, Taking Back Sunday e Saosin. A novembre e dicembre dello stesso anno appaiono sul palco di numerosi festival, tra cui l'Homebake Festival (uno dei più importanti d'Australia), il Sound Fest, il Soundwave Festival organizzato dalla Resist Records e il Gravity G Festival, prima di tornare a suonare anche in Europa.

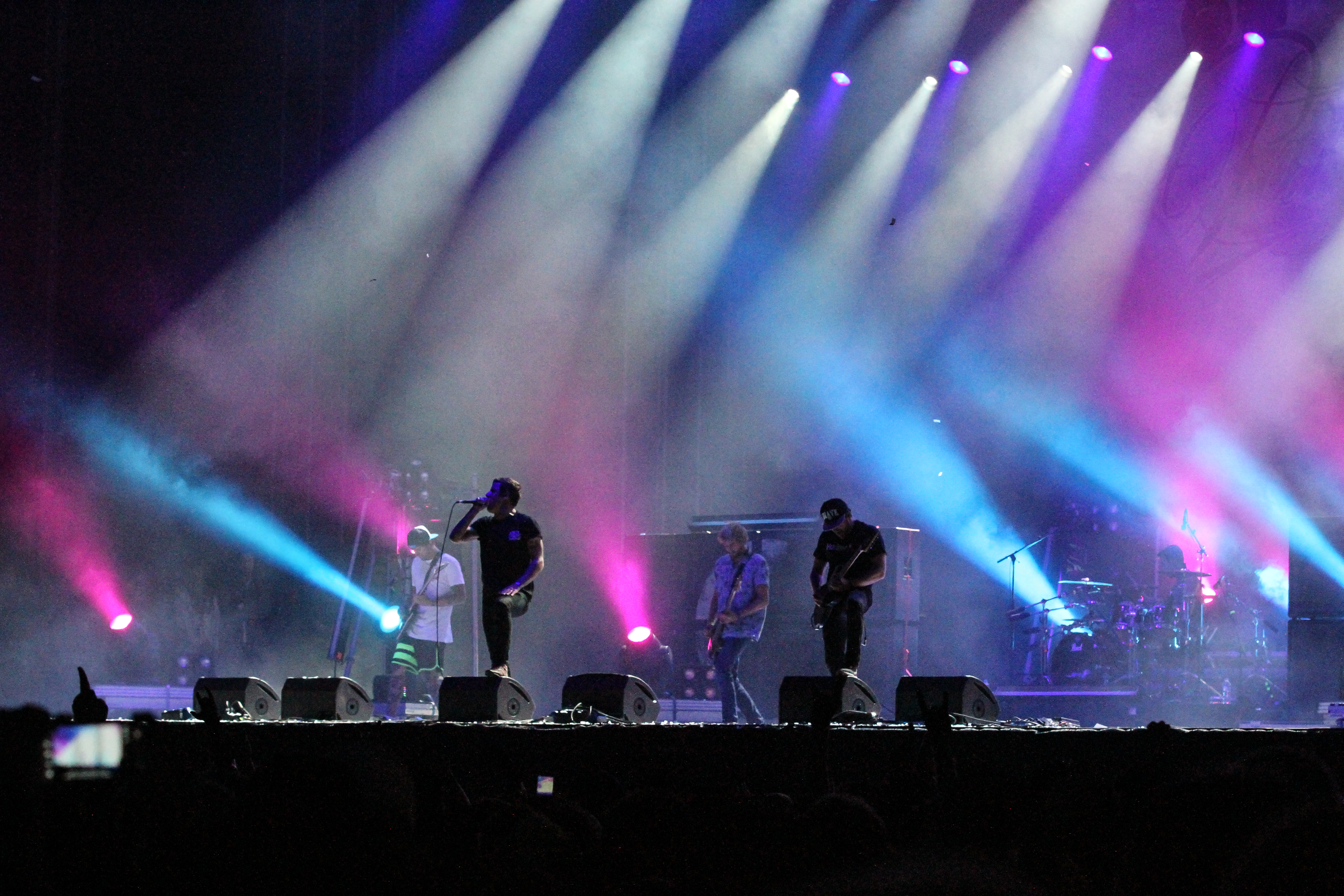
I Parkway Drive al With Full Force Festival 2013

Il 3 marzo 2007 viene suonata per la prima volta dal vivo The Siren's Song, canzone che verrà poi inserita nell'album Horizons che di lì a poco vedrà la luce. Nella stessa estate partecipano al Warped Tour negli Stati Uniti come unica band australiana. Horizons viene pubblicato il 6 ottobre 2007, e viene subito promosso da un tour che porterà i Parkway Drive ad attraversare l'Australia, gli Stati Uniti ed Europa con Bury Your Dead, Killswitch Engage, Darkest Hour e molti altri.
Tra febbraio e marzo 2008 i Parkway Drive si esibiscono con i 50 Lions e i Word Up! per completare il Surf Rats Tour nella costa orientale dell'Australia, e alla fine dello stesso anno ritornano a suonare nel loro Paese con il Sweatfest Tour, supportati da A Day to Remember, Suicide Silence, The Acacia Strain e Confession.
Il 12 dicembre del 2008, durante la performance al UNSW Roundhouse, la band annuncia di star filmando lo show per includerlo nel DVD che sarebbe uscito successivamente nel 2009, Parkway Drive: The DVD, supportato da un tour australiano con August Burns Red e Architects. Il disco verrà certificato disco di platino per le numerose vendite in Australia, come anche il successivo DVD Home Is for the Heartless, del 2012.

### Il successo internazionale (2010-presente)
Nel marzo del 2010, dopo aver annunciato la loro presenza al Warped Tour di quell'anno, entrano in studio per registrare il loro terzo album, dal titolo Deep Blue, prodotto da Joe Barresi e pubblicato il 25 giugno 2010. Il disco è il primo a entrare nella classifica degli album più venduti negli Stati Uniti, e ottiene un discreto successo di vendite anche in Europa, oltre a raggiungere il secondo posto della classifica australiana.
L'8 settembre 2012 viene pubblicato il video del singolo Dark Days, estratto dal nuovo album Atlas. Uscito il 26 ottobre 2012, come il precedente ottiene ottime vendite sia in Australia (venendo come Deep Blue certificato disco d'oro) che negli Stati Uniti e in Europa. Nel gennaio 2013 i Parkway Drive annunciano un nuovo tour statunitense da headliner, supportati da The Word Alive, Veil of Maya e While She Sleeps. Lo stesso anno partecipano come headliner all'Australian Warped Tour, assieme ai The Offspring e i Simple Plan.

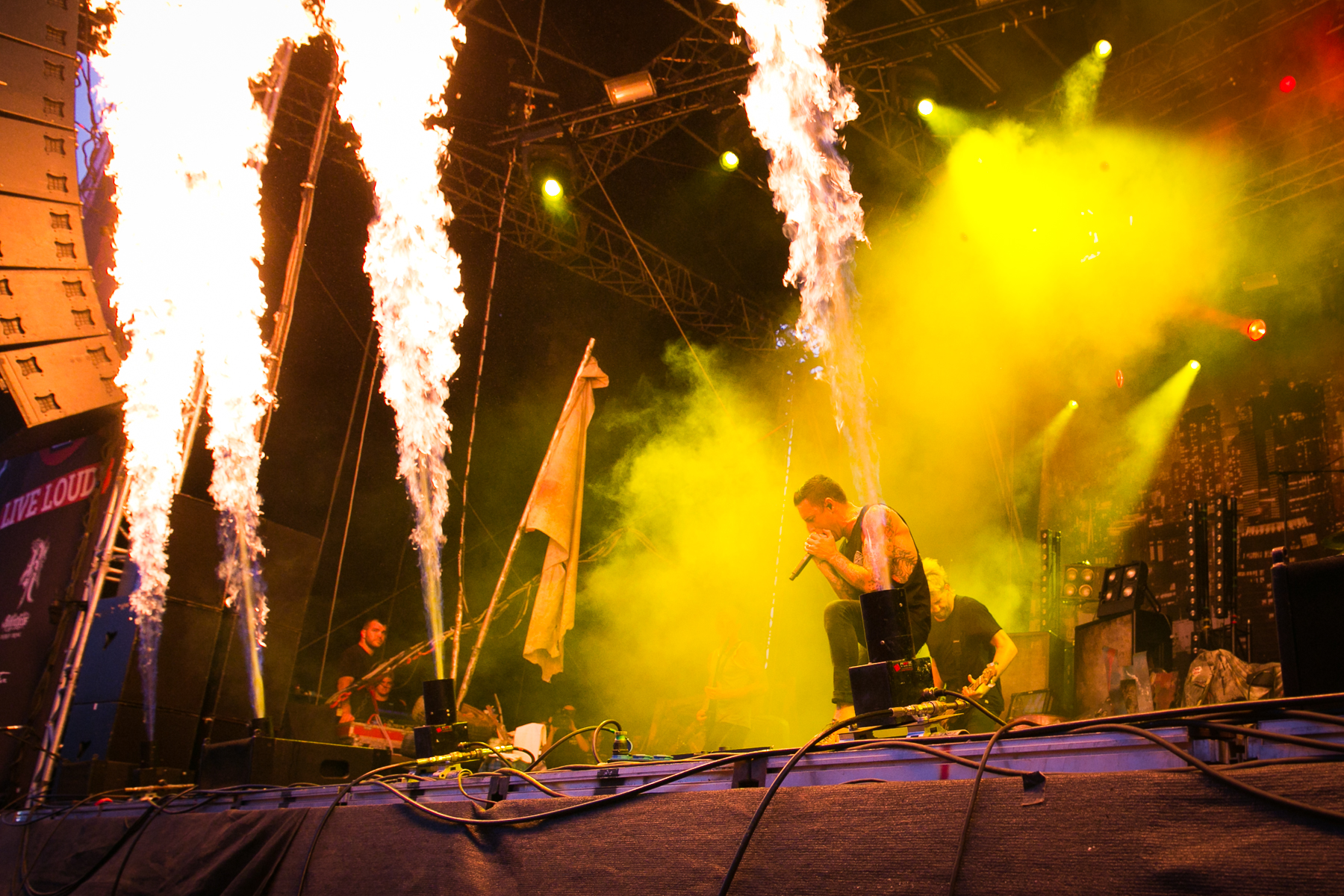
I Parkway Drive al Vainstream Rockfest 2015

Il 25 settembre 2015 esce il loro quinto album in studio Ire, il primo della band a debuttare direttamente al primo posto della classifica australiana degli album più venduti. Il 4 maggio 2018 esce invece il sesto album Reverence, anticipato dai singoli Wishing Wells, The Void e Prey, che debutta anch'esso direttamente alla prima posizione delle classifiche australiane. Entrambi gli album abbracciano sonorità più varie e orecchiabili, discostandosi leggermente dal metalcore più duro delle precedenti produzioni e avvicinandosi a un sound più tipico del classico heavy metal.
Nel gennaio 2020 esce nei principali cinema il film documentario Viva the Underdogs, dal quale verrà estratto un album dal vivo omonimo contente l'esibizione da headliner della band al Wacken Open Air in Germania e la versione in tedesco di alcune loro canzoni. Dall'aprile dello stesso anno il film è disponibile online e nei principali store musicali per l'acquisto digitale.
Il 7 giugno 2022 viene pubblicato il singolo inedito Glitch, accompagnato da un video ufficiale. Insieme al successivo singolo The Greatest Fear, anticipa il settimo album in studio del.gruppo, Darker Still, che verrà pubblicato nel settembre 2022.

## Stile musicale e influenze
A differenza di molte altre band metalcore, i Parkway Drive non usano il cantato pulito in nessuno del loro materiale se non fino al quinto album Ire, del 2015, nel quale si cimentano in melodie e sonorità più vicine all'heavy metal e all'alternative metal; in alcuni dei primi brani contenuti nei loro primi EP autoprodotti, tuttavia, alcuni cantati melodici venivano eseguiti dal bassista Brett Versteeg, che ha successivamente lasciato la formazione prima della realizzazione dell'album di debutto. Nel 2018 il cantante Winston McCall ha dichiarato che i Parkway Drive "hanno superato il metalcore" e si sono allontanati dalle proprie radici. Generi associati ai loro successivi album sono stati infatti i già citati heavy metal e alternative metal, power metal, groove metal e nu metal. Infine, alcuni recensori hanno associato il secondo e il terzo album del gruppo, dalle sonorità più pesanti rispetto al resto della loro discografia, al deathcore.
I membri del gruppo hanno citato tra le loro influenze Rage Against the Machine, Metallica, Slayer, Iron Maiden, The Offspring, Faith No More, The Dillinger Escape Plan, Hatebreed, Killswitch Engage e Avenged Sevenfold.

## Formazione

### Formazione attuale
- Winston McCall – voce (2002-presente)
- Jeff Ling – chitarra solista (2002-presente)
- Luke Kilpatrick – chitarra ritmica (2002-presente)
- Jia O'Connor – basso (2006-presente)
- Ben Gordon – batteria, percussioni, cori (2002-presente)

### Ex componenti
- Brett Versteeg – basso (2002-2004)
- Shaun Cash – basso (2004-2006)

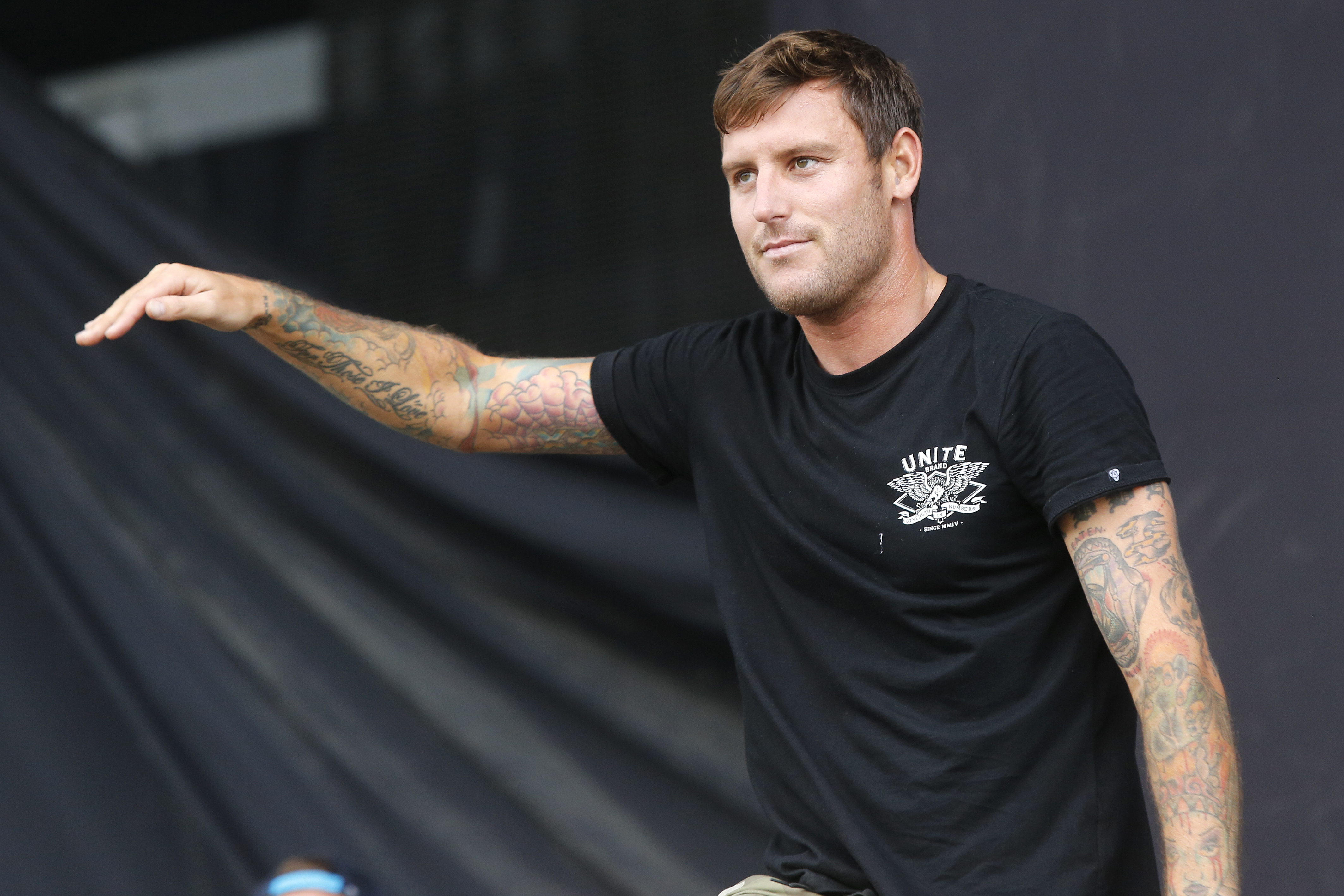
Winston McCall
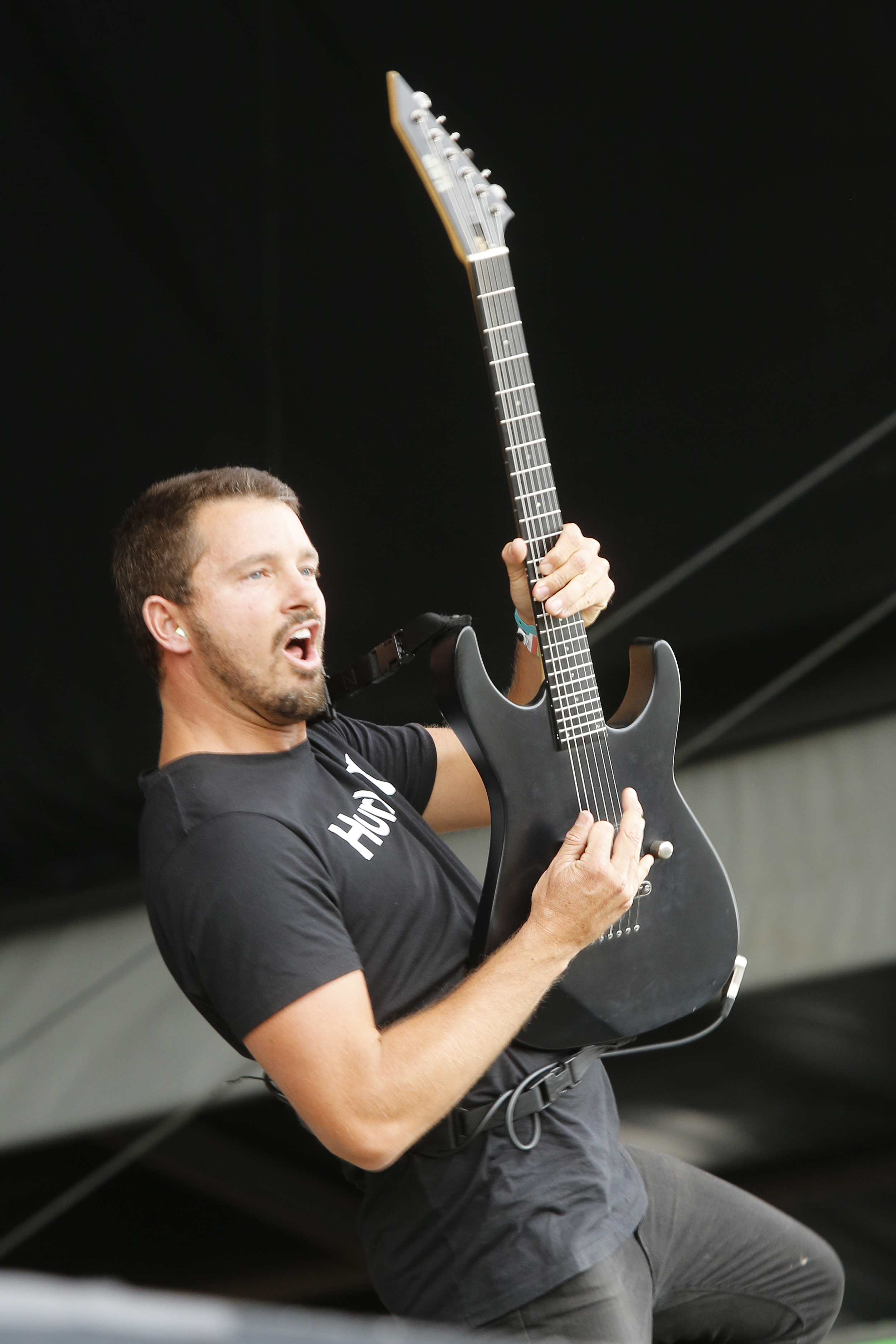
Jeff Ling
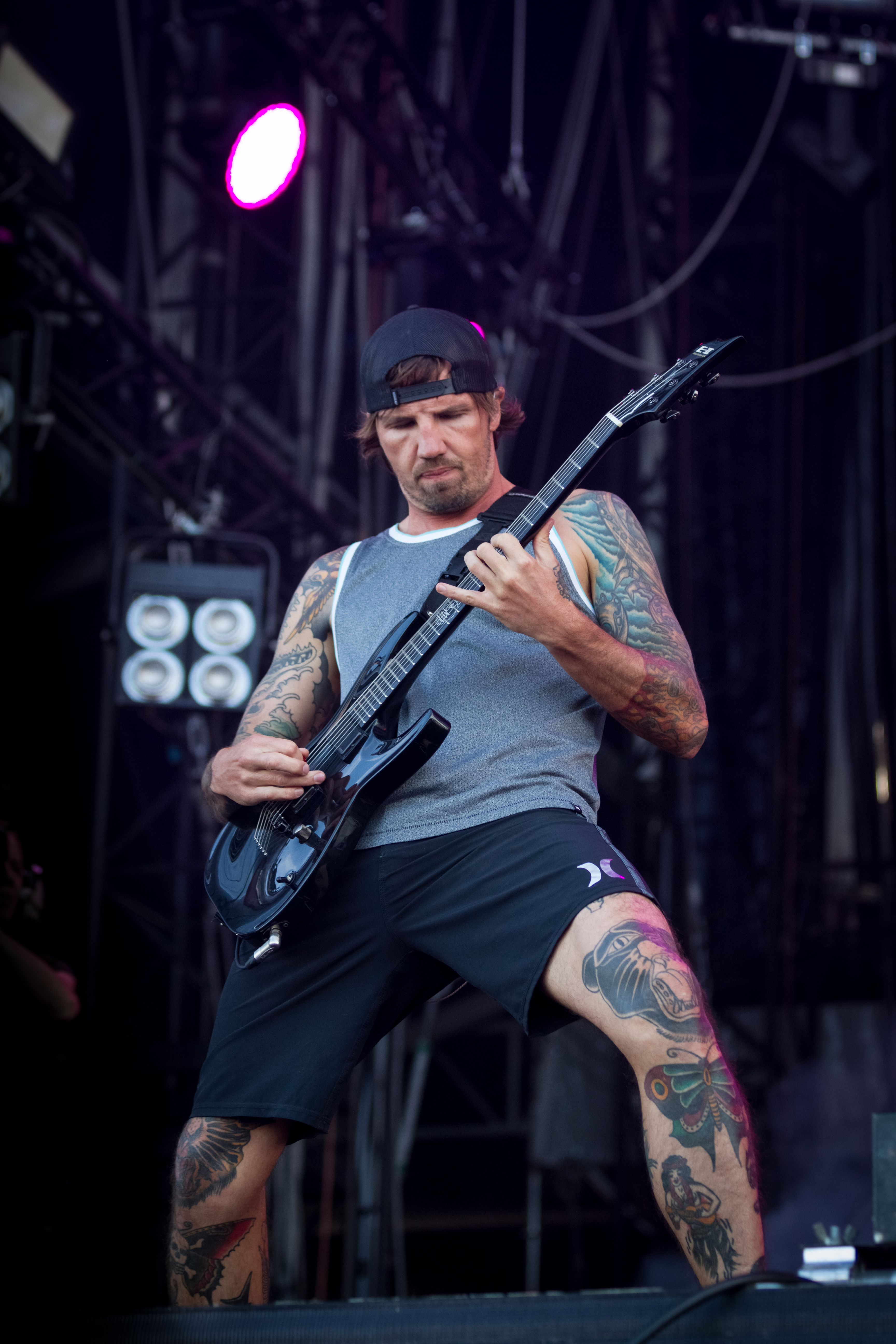
Luke Kilpatrick
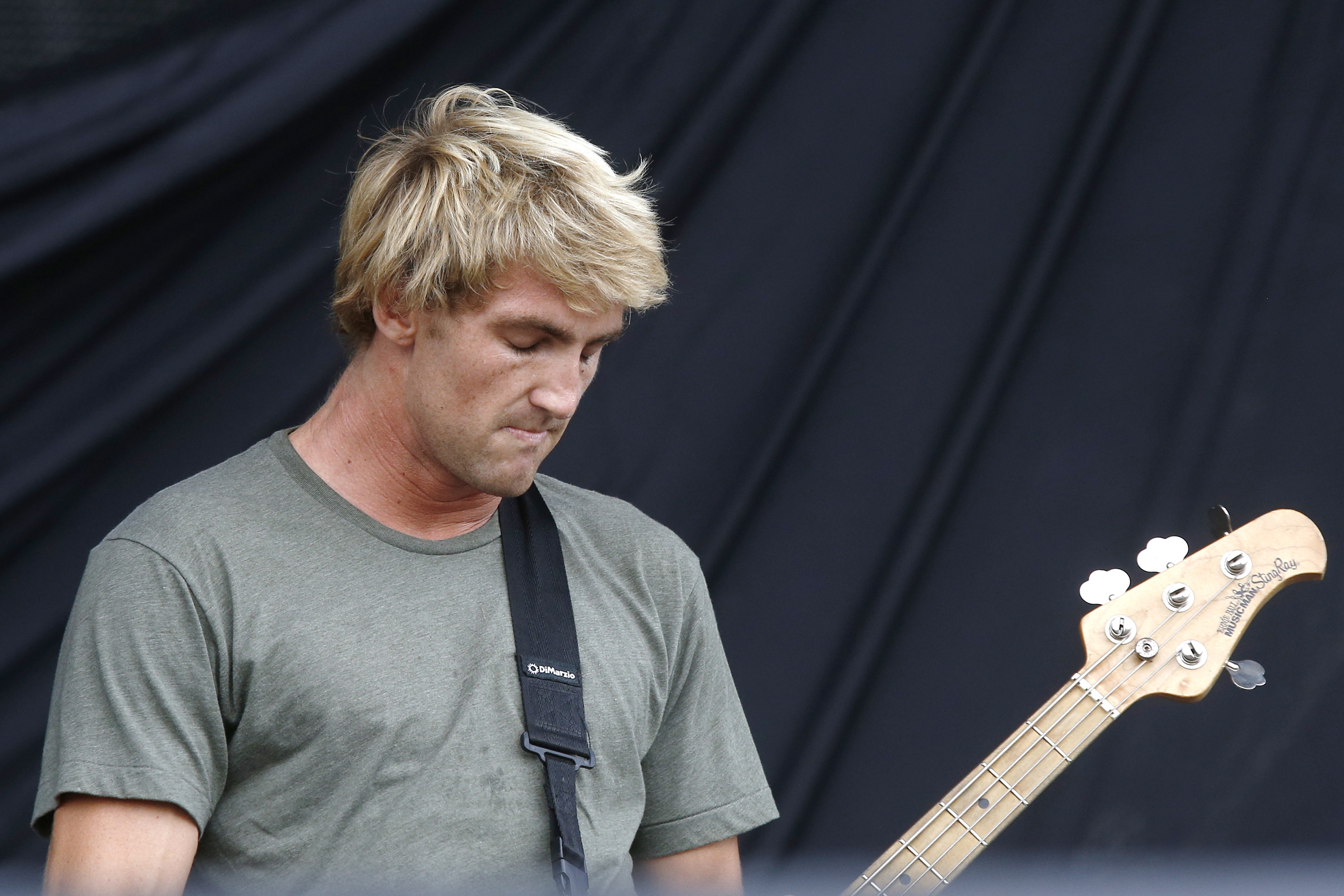
Jia O'Connor
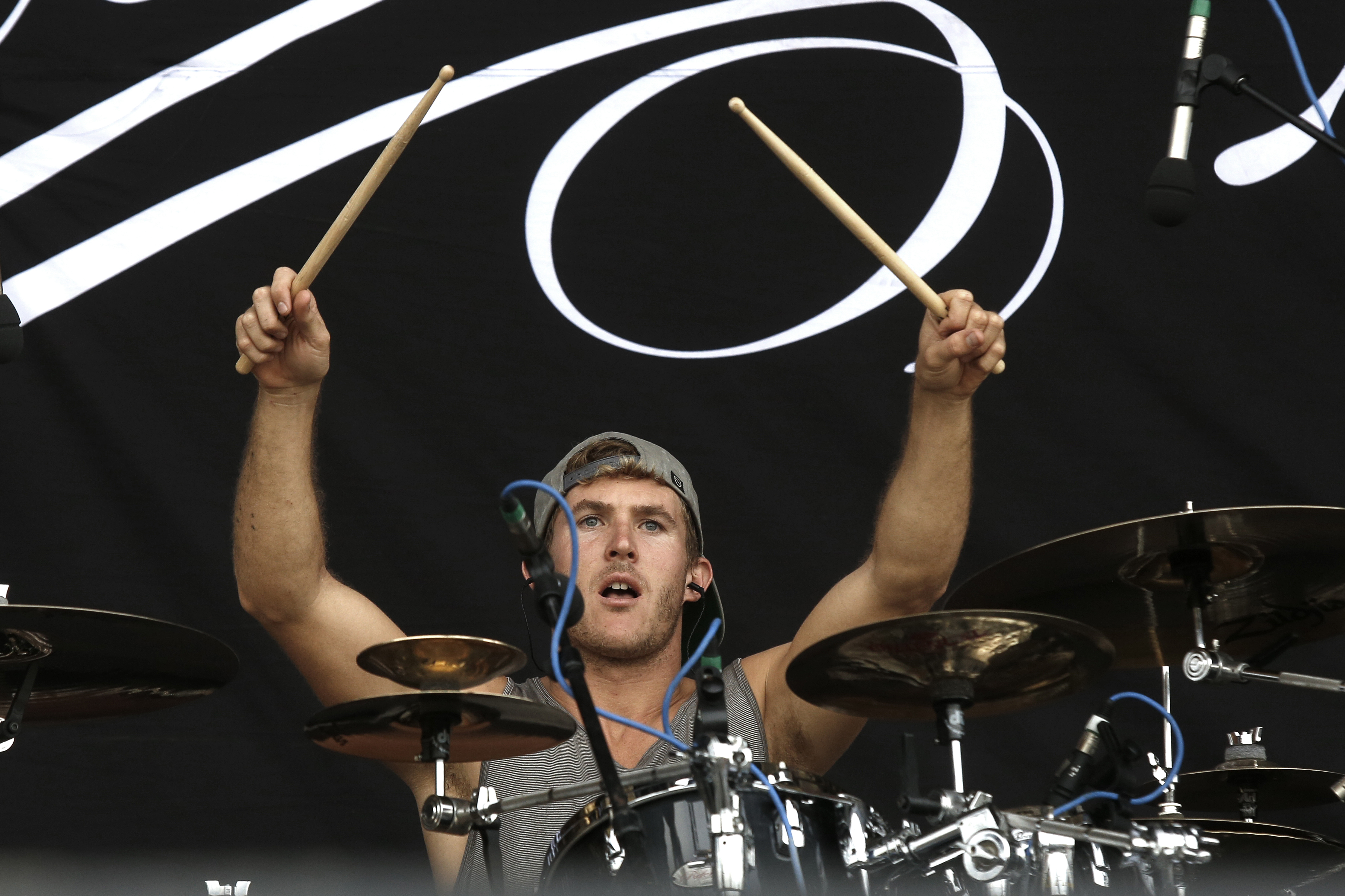
Ben Gordon

## Discografia
Album in studio
- 2005 – Killing with a Smile
- 2007 – Horizons
- 2010 – Deep Blue
- 2012 – Atlas
- 2015 – Ire
- 2018 – Reverence
- 2022 – Darker Still

Album dal vivo
- 2020 – Viva the Underdogs